# Eriosoma maxsoni
Eriosoma maxsoni är en insektsart som först beskrevs av Boudreaux 1949.  Eriosoma maxsoni ingår i släktet Eriosoma och familjen långrörsbladlöss. Inga underarter finns listade i Catalogue of Life.